# Mittelhausen
Mittelhausen este o comună din landul Saxonia-Anhalt, Germania.